# Boliviaans voetbalelftal in 2007
Het Boliviaans voetbalelftal speelde twaalf officiële interlands in het jaar 2007, waaronder drie duels bij de strijd om de Copa América in Venezuela. La Verde ("De Groenen") stond onder leiding van oud-international Erwin Sánchez. Middenvelder Joselito Vaca van Club Blooming kwam als enige speler in alle twaalf duels in actie. Op de FIFA-wereldranglijst zakte Bolivia in 1995 van de 101ste (januari 2007) naar de 108ste plaats (december 2007).

## Balans
| Wedstrijden | Wedstrijden | Wedstrijden | Wedstrijden | Doelpunten | Doelpunten | Doelpunten | Punten |
| Gespeeld    | Winst       | Gelijk      | Verlies     | Voor       | Tegen      | Saldo      | Punten |
| ----------- | ----------- | ----------- | ----------- | ---------- | ---------- | ---------- | ------ |
| 12          | 1           | 5           | 6           | 9          | 22         | –13        | 0.583  |

## Interlands
|                                                     |             |                   |         |                                                                                   |
| 28 maart Vriendschappelijk № 347 «onderlinge duels» | Zuid-Afrika | 0 – 1             | Bolivia | Ellis Park, Johannesburg Toeschouwers: 5.000 Scheidsrechter: Tebogo Ramocha (BOT) |
| 28 maart Vriendschappelijk № 347 «onderlinge duels» |             | 19' Joselito Vaca |         | Ellis Park, Johannesburg Toeschouwers: 5.000 Scheidsrechter: Tebogo Ramocha (BOT) |

|                                                   |                  |       |                |                                                                                      |
| 26 mei Vriendschappelijk № 348 «onderlinge duels» | Bolivia          | 1 – 1 | Ierland        | Gillette Stadium, Foxborough Toeschouwers: 10.000 Scheidsrechter: Terry Vaughn (USA) |
| 26 mei Vriendschappelijk № 348 «onderlinge duels» | Miguel Hoyos 14' |       | 13' Shane Long | Gillette Stadium, Foxborough Toeschouwers: 10.000 Scheidsrechter: Terry Vaughn (USA) |

|                                                    |         |       |          |                                                                                                 |
| 20 juni Vriendschappelijk № 349 «onderlinge duels» | Bolivia | 0 – 0 | Paraguay | Estadio Ramón Aguilera, Santa Cruz Toeschouwers: 38.000 Scheidsrechter: Joaquín Antequera (BOL) |
| 20 juni Vriendschappelijk № 349 «onderlinge duels» |         |       |          | Estadio Ramón Aguilera, Santa Cruz Toeschouwers: 38.000 Scheidsrechter: Joaquín Antequera (BOL) |

| Copa América |
| ------------ |

|                                                                 |                                |       |                                       |                                                                                                  |
| 26 juni Copa América Groep A № 350 «onderlinge duels» 20:45 uur | Venezuela                      | 2 – 2 | Bolivia                               | Estadio Polideportivo, San Cristóbal Toeschouwers: 40.000 Scheidsrechter: Mauricio Reinoso (ECU) |
| 26 juni Copa América Groep A № 350 «onderlinge duels» 20:45 uur | Maldonado 20' Ricardo Páez 55' |       | 38' Jaime Moreno 84' Juan Carlos Arce | Estadio Polideportivo, San Cristóbal Toeschouwers: 40.000 Scheidsrechter: Mauricio Reinoso (ECU) |

|                                                                 |         |                     |         |                                                                                                  |
| 30 juni Copa América Groep A № 351 «onderlinge duels» 16:05 uur | Bolivia | 0 – 1               | Uruguay | Estadio Polideportivo, San Cristóbal Toeschouwers: 23.000 Scheidsrechter: Baldomero Toledo (USA) |
| 30 juni Copa América Groep A № 351 «onderlinge duels» 16:05 uur |         | 58' Vicente Sánchez |         | Estadio Polideportivo, San Cristóbal Toeschouwers: 23.000 Scheidsrechter: Baldomero Toledo (USA) |

|                                                                |                                         |       |                                      |                                                                                         |
| 3 juli Copa América Groep A № 352 «onderlinge duels» 18:35 uur | Peru                                    | 2 – 2 | Bolivia                              | Estadio Metropolitano, Mérida Toeschouwers: 42.000 Scheidsrechter: Carlos Chandía (CHI) |
| 3 juli Copa América Groep A № 352 «onderlinge duels» 18:35 uur | Claudio Pizarro 34' Claudio Pizarro 85' |       | 24' Jaime Moreno 45' Jhasmani Campos | Estadio Metropolitano, Mérida Toeschouwers: 42.000 Scheidsrechter: Carlos Chandía (CHI) |

|  |  |  |  |  |  |  |  |  |

|                                                        |                             |       |         |                                                                                           |
| 22 augustus Vriendschappelijk № 353 «onderlinge duels» | Ecuador                     | 1 – 0 | Bolivia | Estadio Olímpico Atahualpa, Quito Toeschouwers: 8.000 Scheidsrechter: Albert Duarte (COL) |
| 22 augustus Vriendschappelijk № 353 «onderlinge duels» | Patricio Urrutia 35' (pen.) |       |         | Estadio Olímpico Atahualpa, Quito Toeschouwers: 8.000 Scheidsrechter: Albert Duarte (COL) |

|                                                         |                                    |       |         |                                                                                        |
| 12 september Vriendschappelijk № 354 «onderlinge duels» | Peru                               | 2 – 0 | Bolivia | Estadio Monumental, Lima Toeschouwers: 15.000 Scheidsrechter: Victor Hugo Rivera (PER) |
| 12 september Vriendschappelijk № 354 «onderlinge duels» | Juan Vargas 16' Paolo Guerrero 35' |       |         | Estadio Monumental, Lima Toeschouwers: 15.000 Scheidsrechter: Victor Hugo Rivera (PER) |

|                                                     |                                                                                          |       |         |                                                                                        |
| 13 oktober WK-kwalificatie № 355 «onderlinge duels» | Uruguay                                                                                  | 5 – 0 | Bolivia | Estadio Centenario, Montevideo Toeschouwers: 25.200 Scheidsrechter: Rubén Selman (CHI) |
| 13 oktober WK-kwalificatie № 355 «onderlinge duels» | Luis Suárez 4' Diego Forlán 38' Sebastián Abreu 48' Vicente Sánchez 67' Carlos Bueno 83' |       |         | Estadio Centenario, Montevideo Toeschouwers: 25.200 Scheidsrechter: Rubén Selman (CHI) |

|                                                     |         |       |          |                                                                                            |
| 17 oktober WK-kwalificatie № 356 «onderlinge duels» | Bolivia | 0 – 0 | Colombia | Estadio Hernando Siles, La Paz Toeschouwers: 19.469 Scheidsrechter: Mauricio Reinoso (ECU) |
| 17 oktober WK-kwalificatie № 356 «onderlinge duels» |         |       |          | Estadio Hernando Siles, La Paz Toeschouwers: 19.469 Scheidsrechter: Mauricio Reinoso (ECU) |

|                                                      |                                                                   |       |         |                                                                                                   |
| 17 november WK-kwalificatie № 357 «onderlinge duels» | Argentinië                                                        | 3 – 0 | Bolivia | Estadio El Monumental, Buenos Aires Toeschouwers: 43.308 Scheidsrechter: Victor Hugo Rivera (PER) |
| 17 november WK-kwalificatie № 357 «onderlinge duels» | Sergio Agüero 40' Juan Román Riquelme 56' Juan Román Riquelme 74' |       |         | Estadio El Monumental, Buenos Aires Toeschouwers: 43.308 Scheidsrechter: Victor Hugo Rivera (PER) |

|                                                      | |       |                                                            |                                                                                                |
| 20 november WK-kwalificatie № 358 «onderlinge duels» | Venezuela | 5 – 3 | Bolivia                                                    | Estadio Pueblo Nuevo, San Cristóbal Toeschouwers: 18.632 Scheidsrechter: Salvio Fagundes (BRA) |
| 20 november WK-kwalificatie № 358 «onderlinge duels» | Daniel Arismendi 20' Daniel Arismendi 40' Alejandro Guerra 81' Giancarlo Maldonado 89' Giancarlo Maldonado 90+1' |       | 19' Marcelo Moreno 27' Juan Carlos Arce 77' Marcelo Moreno | Estadio Pueblo Nuevo, San Cristóbal Toeschouwers: 18.632 Scheidsrechter: Salvio Fagundes (BRA) |

## FIFA-wereldranglijst
| JAN | FEB | MAR | APR | MEI | JUN | JUL | AUG | SEP | OKT | NOV | DEC |
| --- | --- | --- | --- | --- | --- | --- | --- | --- | --- | --- | --- |
| 101 | 101 | 101 | 97  | 97  | 92  | 68  | 68  | 90  | 107 | 106 | 108 |

## Statistieken
| Sergio Galarza     | 1975-08-25 | Oriente Petrolero | 7  | 0 | 0 | 10 | 0 |
| Hugo Suárez        | 1982-02-07 | Jorge Wilstermann | 3  | 0 | 0 | 5  | 0 |
| Carlos Arias       | 1982-04-27 | Club Blooming     | 2  | 0 | 0 | 14 | 0 |
| Verdediging        |            |                   |    |   |   |    |   |
| Miguel Hoyos       | 1981-03-11 | The Strongest     | 10 | 0 | 1 |    |   |
| Ronald Raldés      | 1981-04-20 | Rosario Central   | 10 | 0 | 0 |    |   |
| Lorgio Álvarez     | 1978-06-29 | Cerro Porteño     | 8  | 0 | 0 |    |   |
| Limbert Méndez     | 1982-08-18 | Jorge Wilstermann | 6  | 0 | 0 |    |   |
| Juan Manuel Peña   | 1973-01-17 | Celta de Vigo     | 5  | 0 | 0 |    |   |
| Santos Amador      | 1982-04-06 | Real Potosí       | 2  | 0 | 0 |    |   |
| Luis Gutiérrez     | 1985-01-15 | Oriente Petrolero | 2  | 0 | 0 |    |   |
| Luis Gatty Ribeiro | 1979-11-01 | Real Potosí       | 2  | 0 | 0 |    |   |
| Edemir Rodríguez   | 1984-10-21 | Real Potosí       | 1  | 1 | 0 |    |   |
| Ricardo Verduguez  | 1989-07-28 | Club Blooming     | 1  | 0 | 0 |    |   |
| Pedro Zabála       | 1983-07-25 | Universitario     | 1  | 0 | 0 |    |   |
| Enrique Parada     | 1981-11-04 | Club San José     | 0  | 1 | 0 |    |   |
| Ronald Arana       | 1977-01-18 | Oriente Petrolero | 0  | 1 | 0 | 20 | 0 |
| Middenveld         |            |                   |    |   |   |    |   |
| Joselito Vaca      | 1982-08-12 | Club Blooming     | 11 | 1 | 1 |    |   |
| Gualberto Mojica   | 1984-10-07 | CFR Cluj          | 10 | 0 | 0 |    |   |
| Ronald García      | 1980-12-17 | Aris Thessaloniki | 8  | 1 | 0 |    |   |
| Leonel Reyes       | 1976-11-19 | Club Bolívar      | 7  | 0 | 0 |    |   |
| Jhasmani Campos    | 1988-05-10 | Oriente Petrolero | 4  | 2 | 1 |    |   |
| Limberg Gutiérrez  | 1977-11-19 | Club Blooming     | 2  | 1 | 0 |    |   |
| Sacha Lima         | 1981-08-17 | Jorge Wilstermann | 1  | 7 | 0 |    |   |
| Darwin Peña        | 1977-08-08 | Real Potosí       | 1  | 4 | 0 |    |   |
| Gonzalo Galindo    | 1974-10-20 | The Strongest     | 1  | 4 | 0 |    |   |
| Nicolás Suárez     | 1978-12-23 | Real Potosí       | 1  | 3 | 0 | 6  | 0 |
| Jesús Gómez        | 1979-07-18 | Club San José     | 1  | 1 | 0 |    |   |
| Hérman Soliz       | 1982-07-14 | The Strongest     | 1  | 0 | 0 |    |   |
| Jorge Ortíz        | 1984-06-01 | Club Blooming     | 0  | 2 | 0 |    |   |
| Gustavo Pinedo     | 1988-02-18 | CD Rota           | 0  | 2 | 0 |    |   |
| Ronald Gutiérrez   | 1979-12-02 | Bursaspor         | 0  | 2 | 0 |    |   |
| Jaime Cardozo      | 1982-03-14 | The Strongest     | 0  | 1 | 0 |    |   |
| Limberg Pizarro    | 1976-07-16 | Club San José     | 0  | 1 | 0 |    |   |
| Aanval             |            |                   |    |   |   |    |   |
| Jaime Moreno       | 1974-01-19 | DC United         | 8  | 1 | 1 |    |   |
| Juan Carlos Arce   | 1985-04-10 | Al-Arabi          | 7  | 2 | 2 |    |   |
| Augusto Andaveris  | 1979-05-05 | La Paz FC         | 3  | 2 | 0 |    |   |
| Marcelo Moreno     | 1987-06-18 | Cruzeiro EC       | 3  | 1 | 2 | 4  | 2 |
| Diego Cabrera      | 1982-08-13 | Cúcuta Deportivo  | 1  | 6 | 0 |    |   |
| Nelson Sossa       | 1986-03-14 | Jorge Wilstermann | 1  | 1 | 0 | 3  | 1 |
| Pablo Salinas      | 1979-08-07 | The Strongest     | 1  | 0 | 0 | 2  | 0 |
| Carlos Saucedo     | 1979-09-11 | Club Bolívar      | 0  | 2 | 0 | 2  | 0 |

FBF · A-internationals · Selecties · Bondscoaches · Statistieken · Boliviaans vrouwenelftal · Olympisch elftal · Bolivia U21 · Bolivia U20 · Bolivia U19 · Bolivia U18 · Bolivia U17
1926–1949 · 
1950–1959 · 
1960–1969 · 
1970–1979 · 
1980–1989 · 
1990–1999 · 
2000–2009 · 
2010–2019 ·
2020−2029
CC 1999
WK 1930 · 
WK 1950 · 
WK 1994
1926 · 
1927 · 
1927 · 1928 · 1929 · 
1930 · 
1931 · 1932 · 1933 · 1934 · 1935 · 1936 · 1937 · 
1938 · 
1939 · 1940 · 1941 · 1942 · 1943 · 1944 · 
1945 · 
1946 · 
1947 · 
1948 · 
1949 · 
1950 · 
1951 · 1952 · 
1953 · 
1954 · 1955 · 1956 · 
1957 · 
1958 · 
1959 · 
1960 · 
1961 · 
1962 · 
1963 · 
1964 · 
1965 · 
1966 · 
1967 · 
1968 · 
1969 · 
1970 · 
1971 · 
1972 · 
1973 · 
1974 · 
1975 · 
1976 · 
1977 · 
1978 · 
1979 · 
1980 · 
1981 · 
1982 · 
1983 · 
1984 · 
1985 · 
1986 · 
1987 · 
1988 · 
1989 · 
1990 · 
1991 · 
1992 · 
1993 · 
1994 · 
1995 · 
1996 · 
1997 · 
1998 · 
1999 · 
2000 · 
2001 · 
2002 · 
2003 · 
2004 · 
2005 · 
2006 · 
2007 · 
2008 · 
2009 · 
2010 ·
2011 · 
2012 · 
2013 · 
2014 · 
2015 · 
2016 ·
2017 ·
2018 ·
2019 ·
2020 ·
2021 ·
2022 ·
2023 ·
2024
Algerije ·
Andorra ·
Argentinië ·
Brazilië ·
Bulgarije · 
Chili ·
Colombia ·
Costa Rica ·
Cuba ·
Curaçao ·
DDR ·
Duitsland ·
Ecuador ·
Egypte ·
El Salvador ·
Finland ·
Frankrijk ·
Griekenland ·
Guatemala ·
Guyana ·
Haïti ·
Honduras ·
Hongarije ·
Ierland ·
IJsland ·
Irak ·
Iran ·
Jamaica ·
Japan ·
Joegoslavië ·
Kameroen ·
Letland ·
Mexico ·
Myanmar ·
Nicaragua ·
Noord-Korea ·
Oezbekistan ·
Panama ·
Paraguay ·
Peru ·
Polen ·
Portugal ·
Roemenië ·
Rusland ·
Saoedi-Arabië ·
Senegal ·
Servië ·
Slowakije ·
Spanje ·
Trinidad en Tobago ·
Tsjecho-Slowakije ·
Uruguay ·
Venezuela ·
Verenigde Arabische Emiraten ·
Verenigde Staten ·
Zuid-Afrika ·
Zuid-Korea ·
Zwitserland